# Auta de Souza
Auta de Souza (Macaíba, 12 de setembro de 1876 — Natal, 7 de fevereiro de 1901) foi uma poetisa brasileira da segunda geração romântica (ultrarromântica, byroniana ou Mal do Século), autora de Horto.
Escrevia poemas românticos com alguma influência simbolista, e de alto valor estético. Segundo Luís da Câmara Cascudo, é "a maior poetisa mística do Brasil". Jackson de Figueiredo a chamou de "a mais alta expressão do nosso misticismo, pelo menos, do sentimento cristão, puramente cristão, na poesia brasileira". Alceu Amoroso Lima escreveu que ela "viveu em estado de graça e os seus versos revelam de modo evidente", e, na poesia cristã brasileira, "sempre há de ser um dos altos mais puros e mais solitários".

## Vida

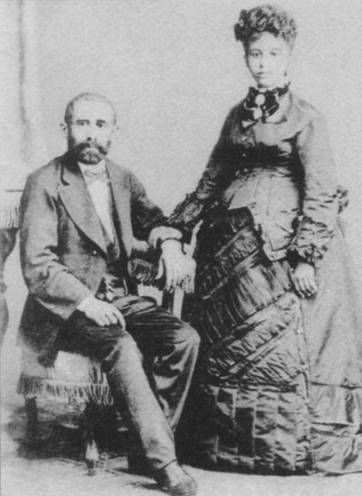
Elói Castriciano de Souza e Henriqueta Leopoldina Rodrigues, pais de Auta de Souza, foto c. 1874.

Filha de Elói Castriciano de Souza e Henriqueta Leopoldina Rodrigues e irmã dos políticos norte-rio-grandenses Elói de Souza e Henrique Castriciano.
Ficou órfã aos três anos, com a morte de sua mãe por tuberculose, e no ano seguinte perdeu também o pai, pela mesma doença. Sua mãe morreu aos 27 anos e seu pai aos 38 anos.
Durante a infância, foi criada por sua avó materna, Silvina Maria da Conceição de Paula Rodrigues, conhecida como Dindinha, em uma chácara no Recife, onde foi alfabetizada por professores particulares. Sua avó, embora analfabeta, conseguiu proporcionar boa educação aos netos.
Aos onze anos, foi matriculada no Colégio São Vicente de Paula, dirigido por freiras vicentinas francesas, e onde aprendeu Francês, Inglês, Literatura (inclusive muita literatura religiosa), Música e Desenho.  Lia no original as obras de Victor Hugo, Lamartine, Chateaubriand e Fénelon.
Quando tinha doze anos, vivenciou uma nova tragédia: a morte acidental de seu irmão mais novo, Irineu Leão Rodrigues de Sousa, causada pela explosão de um candeeiro.
Mais tarde, aos catorze anos, recebeu o diagnóstico de tuberculose, e teve que interromper seus estudos no colégio religioso, mas deu prosseguimento à sua formação intelectual como autodidata.
Continuou participando da Pia União das Filhas de Maria, à qual se uniu na escola. Foi professora de catecismo em Macaíba e escreveu versos religiosos. Jackson Figueiredo (1914) a considera uma das mais altas expressões da poesia católica nas letras femininas brasileiras.
Começou a escrever aos dezesseis anos, apesar da doença. Frequentava o Club do Biscoito, associação de amigos que promovia reuniões dançantes onde os convidados recitavam poemas de vários autores, como Casimiro de Abreu, Gonçalves Dias, Castro Alves, Junqueira Freire e os potiguares Lourival Açucena, Areias Bajão e Segundo Wanderley.

### A Frustração Amorosa
Por volta de 1895, Auta conheceu João Leopoldo da Silva Loureiro, promotor público de sua cidade natal, com quem namorou durante um ano e de quem foi obrigada a se separar pelos irmãos, que preocupavam-se com seu estado de saúde. Pouco depois da separação, ele também morreria vítima da tuberculose.  Esta frustração amorosa se tornaria o quinto fator marcante de sua obra, junto à religiosidade, à orfandade, à morte trágica de seu irmão e à tuberculose. A poetisa, então, encerrou seu primeiro livro de manuscritos, intitulado Dhálias, que mais tarde seria publicado sob o título de Horto.

### Morte e homenagens póstumas
Auta de Souza veio a falecer em 7 de fevereiro de 1901, a uma hora e quinze minutos, em Natal, em decorrência da tuberculose. Foi sepultada no cemitério do Alecrim, em Natal, mas em 1904 seus restos mortais foram transportados para o jazigo da família, na parede da Igreja de Nossa Senhora da Conceição, em Macaíba, sua cidade natal.
Em 1936, a Academia Norte-Riograndense de Letras dedicou-lhe a poltrona XX, como reconhecimento à sua obra.
Em 1951, foi feita uma lápide, tendo como epitáfio versos extraídos de seu poema Ao Pé do Túmulo:
| “ | Longe da mágoa, enfim no céu repousa Quem sofreu muito e quem amou demais. | ” |

### "Noite Auta, Céu Risonho"
Em 12 de setembro de 2008, durante as comemorações do nascimento da poetisa em sua cidade natal, foi lançado o documentário "Noite Auta, Céu Risonho", escrito e dirigido por Ana Laudelina Ferreira Gomes, professora e pesquisadora da UFRN, e produzido pela TV Universitária, em parceria com o Núcleo Câmara Cascudo de Estudos Norte-Riograndenses.
O documentário teve um orçamento de 20 mil reais e levou quatro meses para ser gravado. Suas cenas foram filmadas em Macaíba, Recife e Natal e Auta foi interpretada pela atriz potiguar Marinalva Moura.

## Obra

### Colaborações em jornais e revistas
Aos dezoito anos, passou a colaborar com a revista Oásis, e aos vinte escrevia para A República, jornal de maior circulação e que lhe deu visibilidade para a imprensa de outras regiões. Seus poemas foram publicados no jornal O Paiz, do Rio de Janeiro. No ano seguinte, passaria a escrever assiduamente para o prestigiado jornal A Tribuna, de Natal, e seus versos eram publicados junto aos de vários escritores famosos do Nordeste. Entre 1899 e 1900, assinou seus poemas com os pseudônimos de Ida Salúcio e Hilário das Neves, prática comum à época.
Também foi publicada nos jornais A Gazetinha, de Recife, e no jornal religioso Oito de Setembro, de Natal, e na Revista do Rio Grande do Norte, onde era a única mulher entre os colaboradores.
Venceu a resistência dos círculos literários masculinos e escrevia profissionalmente em uma sociedade em que este ofício era quase que exclusividade dos homens, já que a crítica ignorava as mulheres escritoras. Sua poesia passou a circular nas rodas literárias de todo o país, despertando grande interesse. Tornou-se a poetisa norte-rio-grandense mais conhecida fora do estado

### Horto
Em 1900, publicou seu único livro, Horto, de significativa repercussão e cujo prefácio foi escrito por Olavo Bilac, o poeta brasileiro mais célebre daquela época.
Edições de Horto:
1. 1900 (Rio de Janeiro), com prefácio de Olavo Bilac. Esgotou-se em dois meses.
2. 1910 (Paris), contendo nota biográfica de seu irmão Henrique Castriciano
3. 1936 (Rio de Janeiro), com prefácio de Alceu Amoroso Lima (o Tristão de Ataíde)
4. 1964 (Natal), incluiu 17 poemas inéditos da escritora
5. 2001 (Natal), com um estudo crítico de vida e obra.

### Dálias
O manuscrito Dhalias, coletânea de poemas escritos entre 1893 e 1897, nunca foi publicado integralmente. Uma significativa parte dos poemas desse manuscrito compõe a obra Horto, publicada em 1900.
Em 2021 a Biblioteca do Senado Federal publicou, em sua Coleção Escritoras do Brasil, a íntegra do manuscrito. Esta edição póstuma caracteriza-se por conservar a organização original feita pela própria autora.
A transcrição dos poemas foi feita a partir da digitalização dos originais conservados na Biblioteca Auta de Souza, da Escola Doméstica de Natal. A digitalização foi realizada pelo Laboratório de Imagens (LABIM) da Universidade Federal do Rio Grande do Norte.

## Poemas musicados

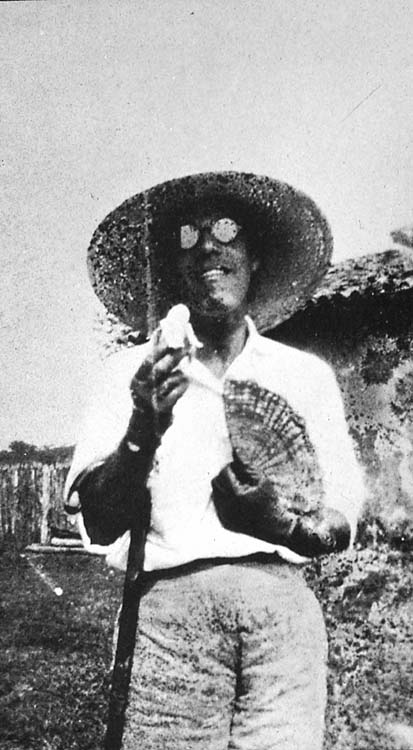
Mário de Andrade, em 12 de junho de 1927.

Catorze de seus poemas foram musicados por artistas regionais, como Abdon Álvares Trigueiro, Cirilo Lopes, Eduardo Medeiros, Heronides de França e Cirineu Joaquim de Vasconcelos, embora sem registro em partitura. Apenas dois de seus poemas têm registro fonográfico (Rezando e Caminho do Sertão). Os demais foram transmitidos apenas pela tradição oral, em modinhas cantadas na escola e em festividades.
O poeta paulistano Mário de Andrade, em sua obra Um Turista Aprendiz, cita esses poemas musicados, que ouvira em sua viagem a Natal, na década de vinte:
| “ | Hoje estou gozando a vida na Redinha… Chega um choro, clarineta, violões, ganzá, numa série deliciosa de sambas, maxixes, valsas de origem pura, eu na rede, tempo passando sem dizer nada. Modinhas de Ferreira Itajubá e Auta de Souza… A boca da noite se abriu sem a gente sentir. | ” |

O cancioneiro de Auta de Souza é composto pelos seguintes poemas:
- Agonia do Coração
- Ao Cair da Noite
- Ao Luar
- À Eugênia
- Caminho do Sertão
- Desalento
- Meu Pai
- Meu Sonho
- Nunca Mais
- Olhos Azuis
- Palavras Tristes
- Regina Coeli
- Rezando (que deu origem à canção Róseo Menino)
- Teus Anos
- Falando ao coração (que foi musicado pelo compositor André Filho, teve o título modificado para "Esquece" e foi gravado pelo cantor Vicente Celestino)

A suposta obra póstuma de Auta de Souza (ver abaixo) também foi musicada, tendo inclusive registro fonográfico.

## Supostos poemas póstumos
Em 2008, a Federação Espírita Brasileira listou treze instituições espíritas (centros, núcleos, recantos, sociedades, fraternidades e uma fundação) em oito estados brasileiros que adotavam o nome da poetisa potiguar. Em 3 de março de 1953, foi criada em São Paulo, Por Nympho de Paulo Corrêa a Campanha de Fraternidade, que mais tarde se tornou Campanha de Fraternidade Auta de Souza, que acontece em centenas de centros espíritas em todo o país e no exterior.
O espiritismo se atentou muito à vida de Auta de Sousa. Chico Xavier, por exemplo, escreveu Auta de Souza, com sonetos, atribuídos ao espírito da poetisa, no processo chamado psicografia. Ele também publicou Parnaso de Além-Túmulo (1932), reunindo uma variedade de poesias que, segundo os kardecistas, são de autoria de poetas já mortos, como Auta. Os títulos abaixo estão entre os poemas publicados por Chico Xavier de autoria atribuída a Auta de Sousa:
- Agora
- Alma Querida
- Auxilia
- Avancemos
- Bendize
- Caridade
- Do Pícaro ao Lodo
- Escuta
- Essa Migalha
- Lágrimas
- Mãos
- Ora e Vem
- Oração de Hoje
- Pensa
- Rogativa
- Segue e Confia
- Vai Irmã
- Vamos Juntos

Posteriormente, o também médium Manuel Nazareno, natural de Macaíba, cidade em que a poetisa nasceu, divulgou outros poemas que teriam sido ditados por Auta de Sousa.
Onze sonetos da suposta obra póstuma de Auta de Souza psicografada por Chico Xavier foram musicados por Carlinhos Santa Rosa e registrados no CD Presença do Amor, lançado dia 8 de dezembro de 2016 na UNI-RN, universidade que faz parte da Liga de Ensino do Rio Grande do Norte, fundada em 1911 por Henrique Castriciano de Souza, irmão da escritora. São eles:
- Alguém na Estrada
- Caridade
- Essa Migalha
- Meditação
- Mensagem Fraterna
- Oração de Hoje
- Prece a Jesus
- Presença do Amor
- Senhora da Amargura
- Vamos Juntos
- Vem e Ajuda

O compositor Carlinhos Santa Rosa é o atual (2017) procurador geral do município de Natal e personalidade das mais atuantes no cenário espírita norte-rio-grandense. Todo trabalho de pesquisa e realização do CD foi autorizado e aprovado pelos herdeiros de Auta de Souza e de Chico Xavier.
Já outras vozes pensam diferentemente, atestando a veracidade dos textos de Chico Xavier, sejam eles poesias ou não, tanto através da análise estilística quanto pelo raciocínio de que seria impossível um só homem imitar com tanta perfeição duas centenas de autores:
| “ | Se é mistificação, parece-me muito bem conduzida. Tendo lido as paródias de Albert Sorel, Paul Reboux e Charles Muller, julgo ser difícil (isso digo com a maior lealdade) levar tão longe a técnica do pastiche. Não sei como elucidar o caso. Fenômeno nervoso? Intervenção extra-humana? Faltam-me estudos especializados para concluir. | ” |

| “ | Se Chico Xavier é um embusteiro, é um embusteiro de talento. Sua facilidade de imitar seria um dom especialíssimo, porque ele não imita apenas Antero de Quental, Olavo Bilac e Humberto de Campos, mas Alphonsus de Guimaraes, Artur Azevedo, Antônio Nobre, etc. | ” |

| “ | Se Chico Xavier produziu tudo aquilo por conta própria, então ele merece ocupar quantas cadeiras quiser na Academia Brasileira de Letras. | ” |